# Crataegus mexicana

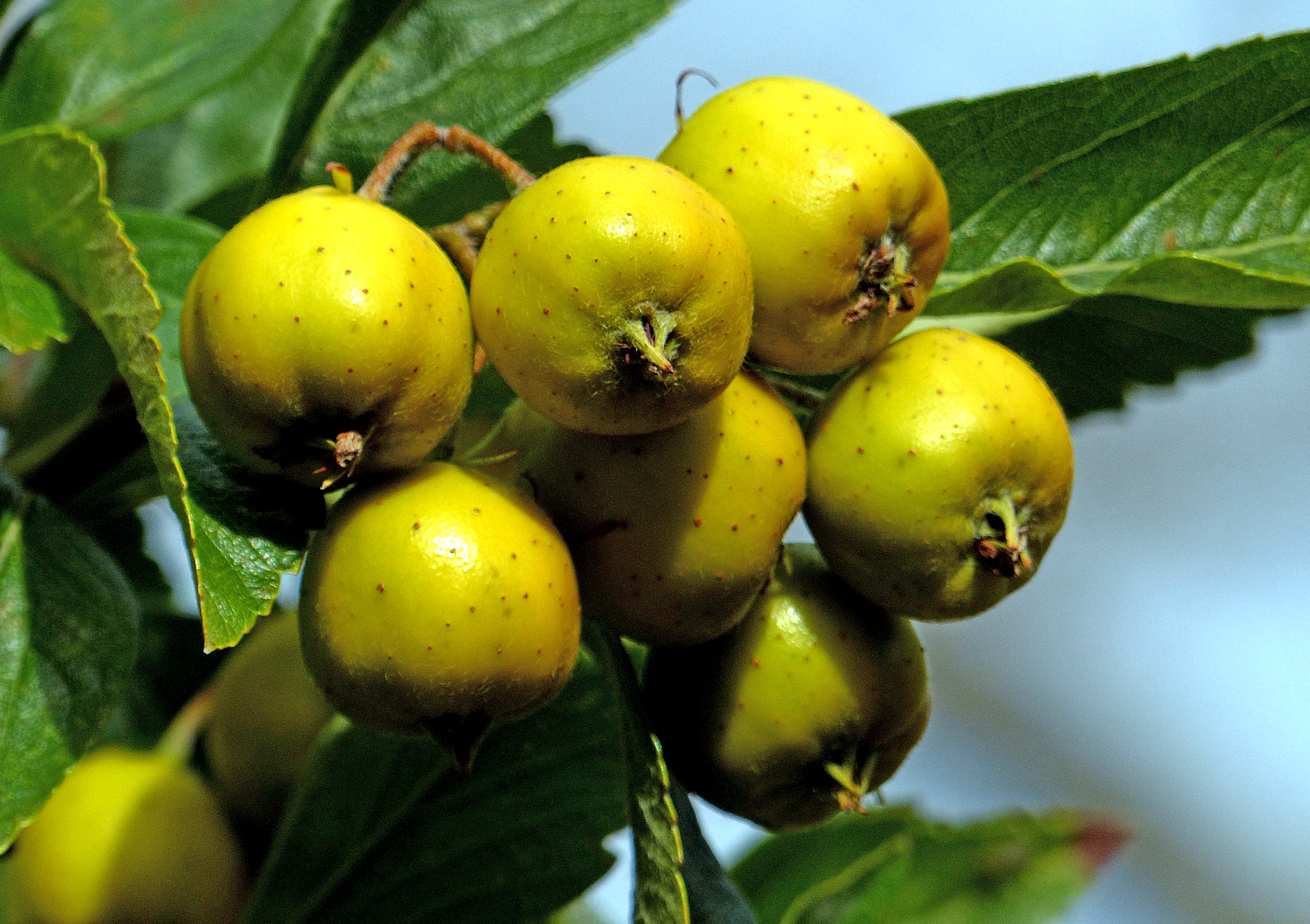
Tejocotera con frutos inmaduros

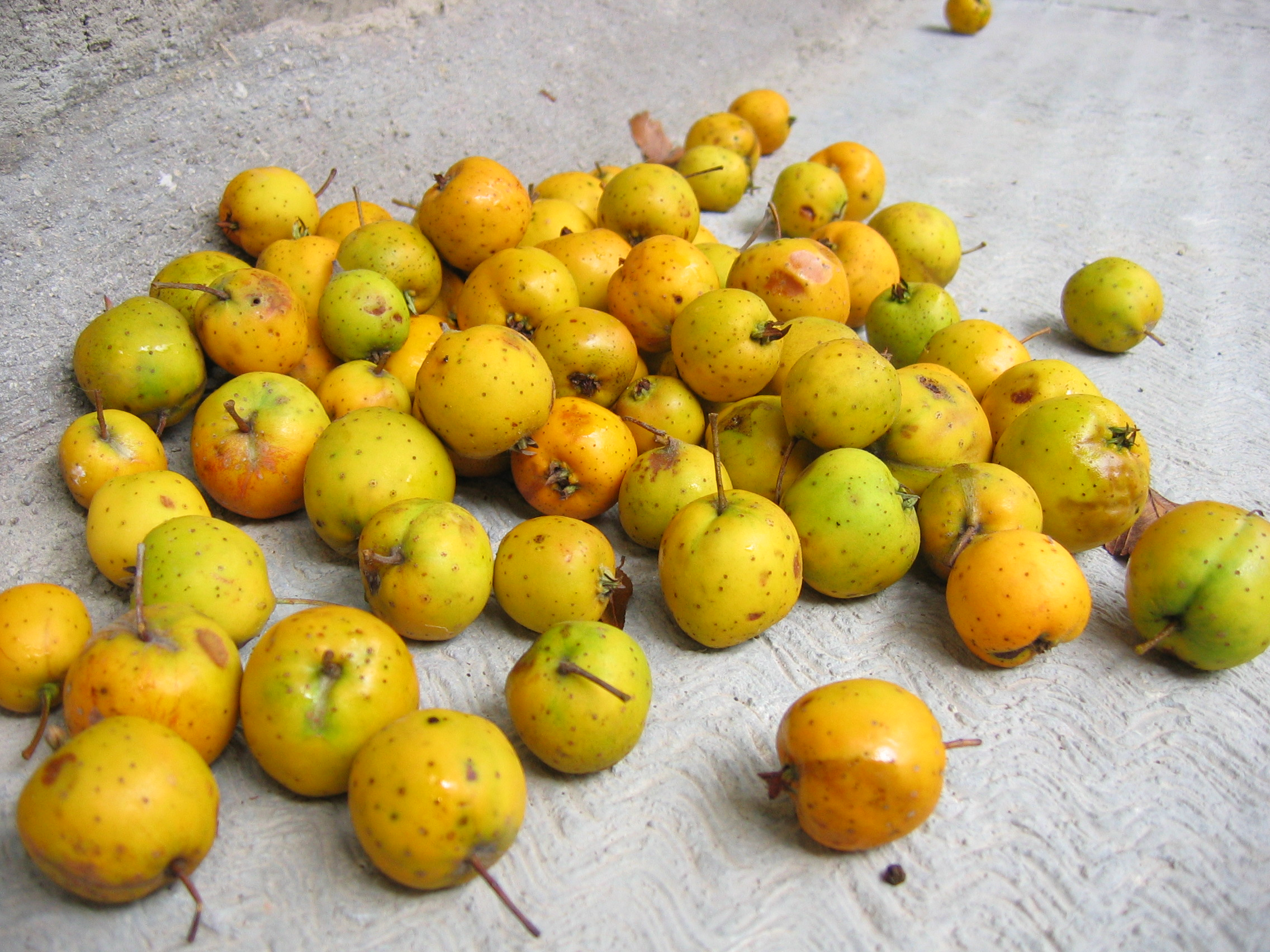
El fruto del tejocote

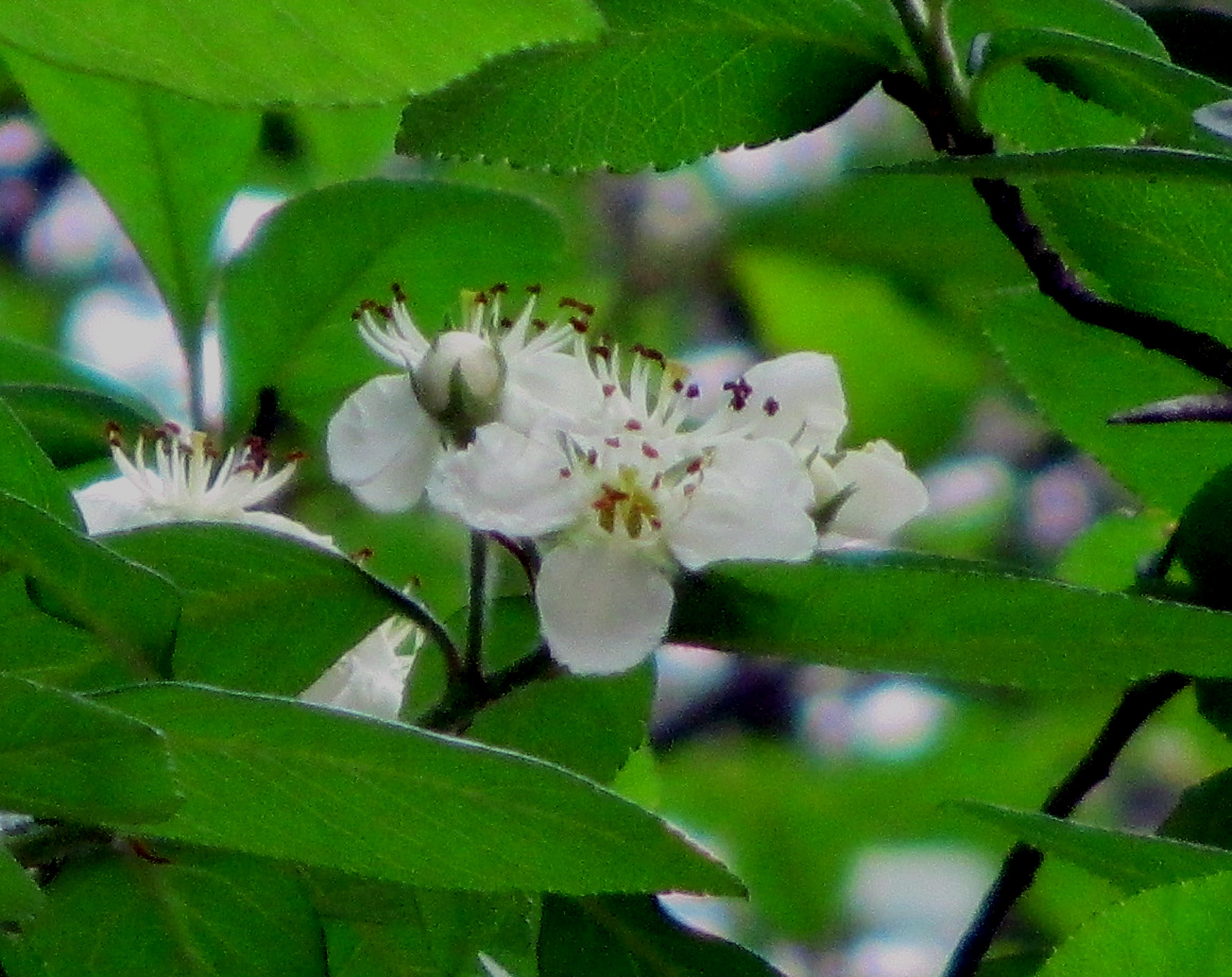
Flor del tejocote

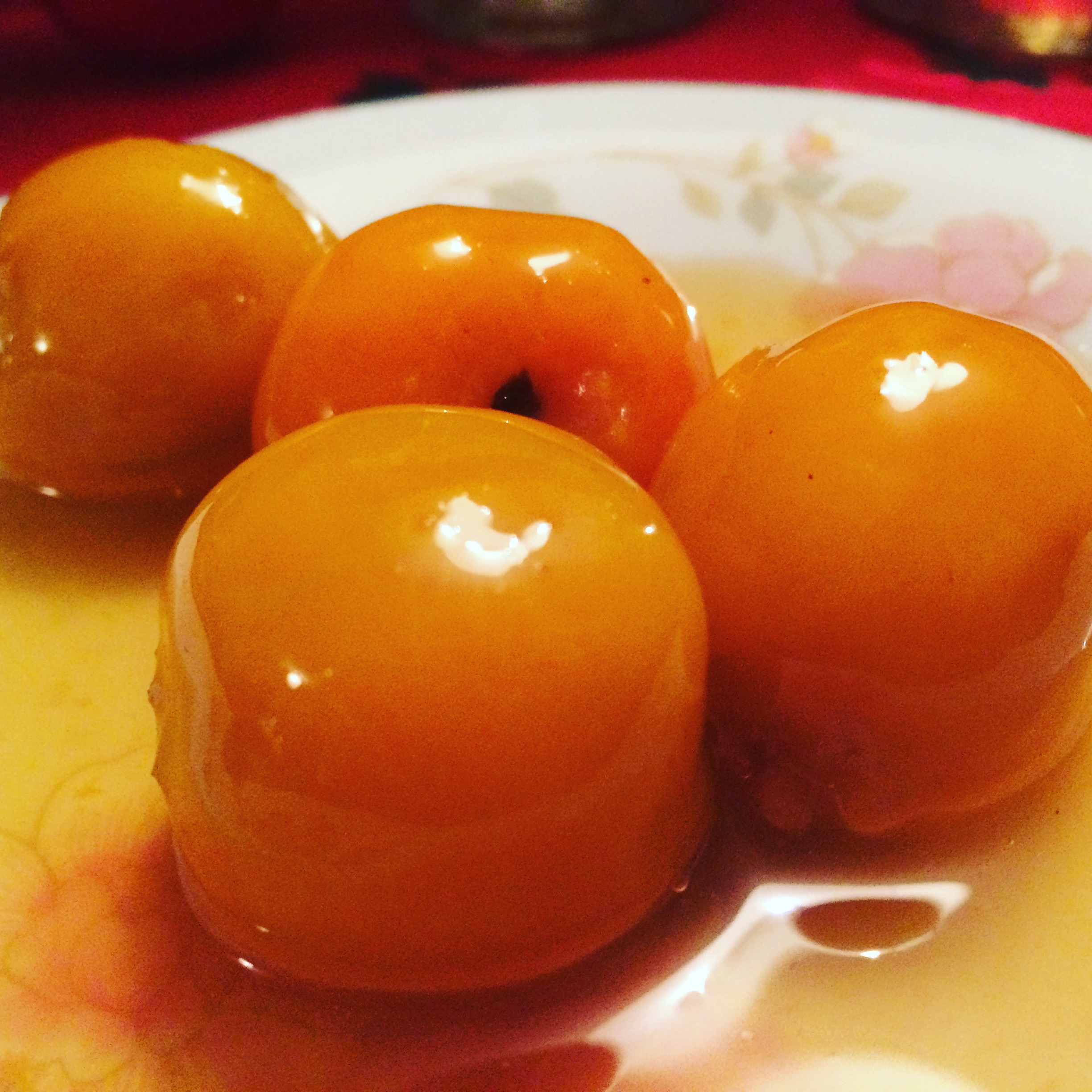
Dulce tradicional preparado con tejocote

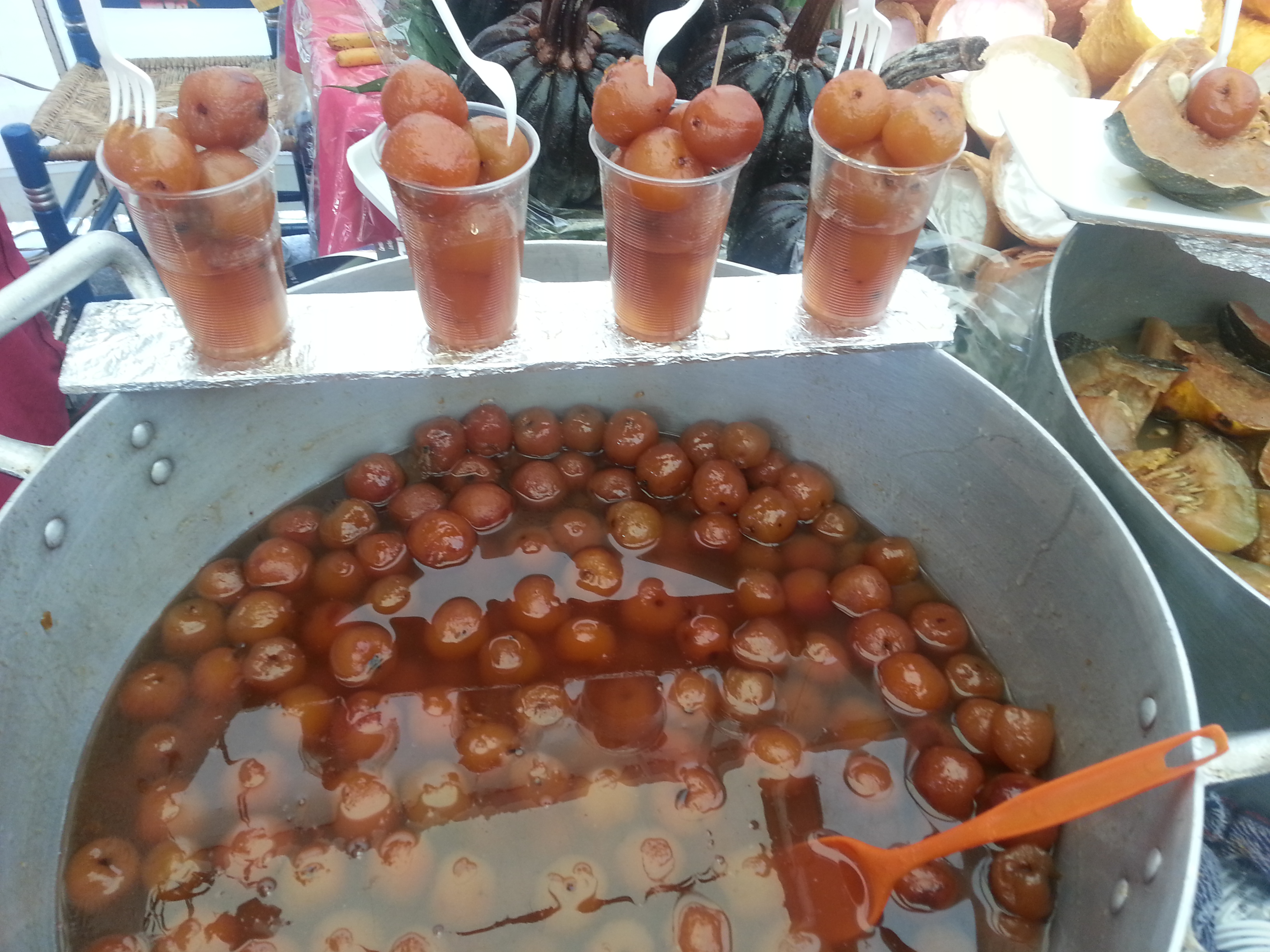
Dulce de tejocote para la venta en un puesto de la Feria Gastronómica de la Enchilada, Iztapalapa, Ciudad de México.

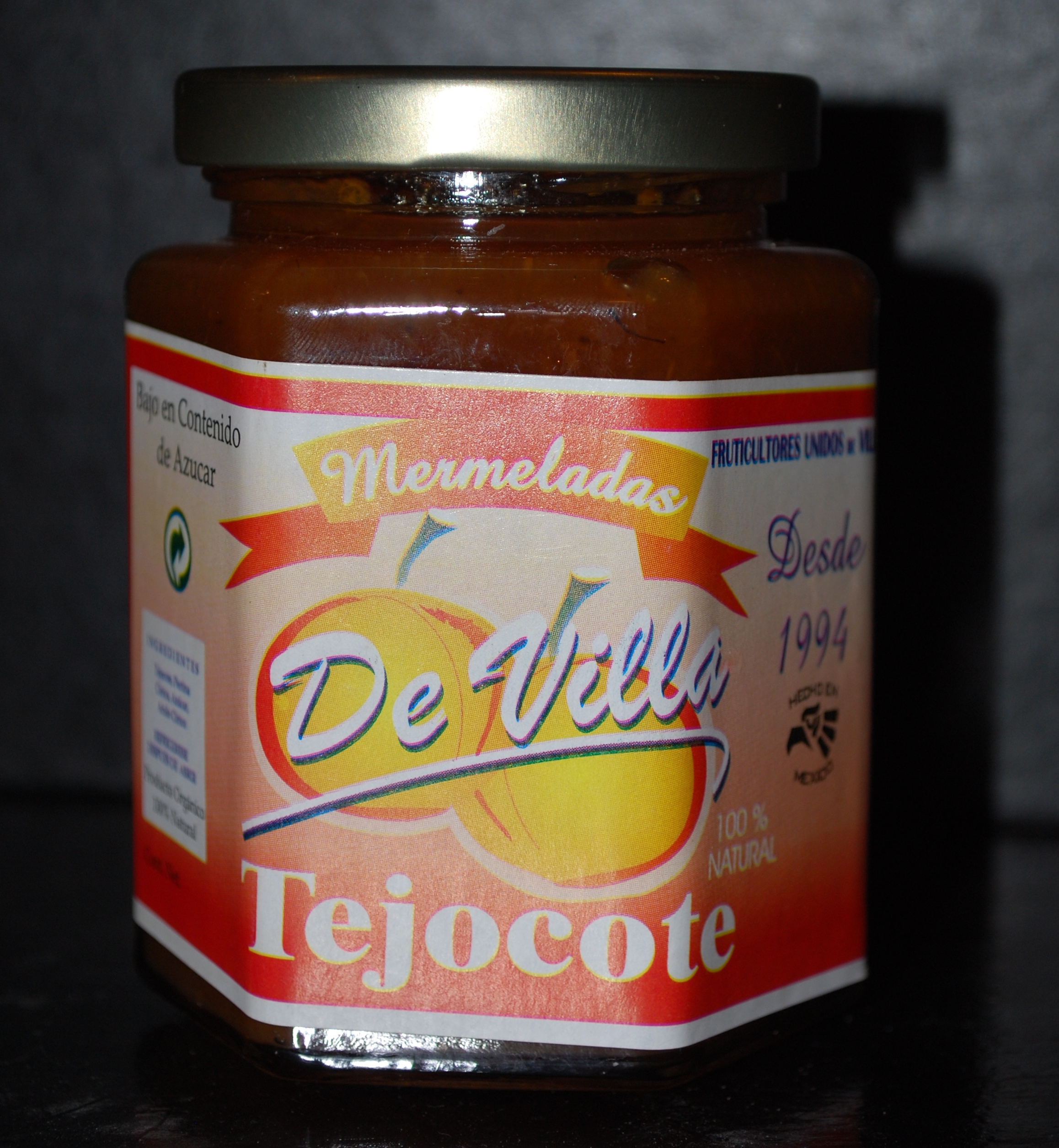
Mermelada de tejocote

Crataegus mexicana, conocida comúnmente como manzanita, manzanilla, manzana de Indias, manzana chilena, tejocotera y tejocote (del náhuatl texocotl, “fruto-piedra”, debido a su abultada semilla), es un arbusto o árbol frutal pequeño nativo de Mesoamérica hoy, México y Guatemala, donde se conoce comúnmente como manzanilla.
Se cultiva por su fruto, el tejocote, el cual es muy utilizado en época navideña para hacer collares con los frutos para adornar los belenes, así también en dulce de manzanilla o en  ponche de frutas. 
También ha sido introducido a lo largo de los Andes.

## Clasificación y descripción
Es una especie de la familia Rosaceae. Es un árbol espinoso de hasta 10 m de altura, las espinas se encuentran en el tronco y sus ramas, su corteza es de color gris rojiza, se desprende en tiras. 
Las hojas son semiperennes, ovales o en forma de diamante de entre 4 a 8 cm de largo con margen serrado, anchas en la parte media y en los extremos, angostas de borde dentado.
Las flores son hermafroditas, solitarias, se presentan en forma de umbelas terminales con 2 a 6 flores con pétalos blancos. 
El fruto (similar a una pequeña manzana) es de color amarillo-anaranjado de 1 a 2 cm de diámetro, las semillas son lisas y de color café, rodeadas por un hueso leñoso. Al madurar a finales del invierno, poco antes de la nueva floración, va adquiriendo tonalidades que varían del amarillo-anaranjado al anaranjado-rojizo.

## Distribución
El tejocote es originario de Mesoamérica. En México está distribuido en la mayor parte de las zonas montañosas del país, sobre todo en el Eje Neovolcánico (desde el estado de Veracruz hasta el estado de Jalisco), la Sierra Madre Oriental (entre los estados de Hidalgo, Estado de México Tamaulipas, San Luis Potosí, Coahuila y Nuevo León), la Sierra Madre del Sur (Sierra de Oaxaca y Guerrero) y Los Altos de Chiapas. Se encuentra también en Centroamérica hasta Ecuador y ha sido introducida a lo largo de los Andes y en Sudáfrica.

## Hábitat
Habita en clima templado, entre los 1 000 y hasta los 3 500 m s. n. m. Es una planta cultivada en huertos familiares y crece a las orillas de los caminos, asociada a vegetación perturbada de bosque mesófilo de montaña, de encino, de pino y mixto de encino-pino, además de bosque tropical caducifolio. Habita en laderas de cerros con topografía escarpada (60 % de pendiente) en barrancas y en las zonas de cultivo. Le favorecen los suelos ácidos y francos.
Se adapta a gran diversidad de suelos, con lluvia anual de 600 a 1 200 milímetros, con temperaturas medias de 15 a 18 °C, mínimas de -25 °C y máximas de 40 °C, tolera sequías e inundaciones y por su rusticidad es resistente a las plagas y enfermedades.

## Estado de conservación
No se encuentra amenazada ni bajo protección. Comúnmente se encuentra en su forma silvestre y cultivada, existen ya variedades seleccionadas para la producción comercial que favorecen la producción y la calidad del fruto, con grandes oportunidades de abastecer la demanda de fruta fresca y proveer a la agroindustria. Se estima que en México existen 700 hectáreas plantadas con tejocote. Las entidades con mayor participación en la producción son Puebla (89%), Oaxaca (2.7%), Estado de México (2.3%), Jalisco (2.2%), Ciudad de México (1.8%), Chiapas (1.3%) y Zacatecas (1 %).

## Usos

### Alimenticio
Los frutos de esta especie son aromáticos y de buen sabor, muy apreciados por su contenido de vitamina C. En México, el tejocote se emplea tradicionalmente en la confección y decoración de los altares u ofrendas de Día de Muertos, sobre todo en el alto Valle de Puebla (Huejotzingo-Calpan). Además, se usa en las Posadas dentro de las piñatas, en el llamado aguinaldo (conformado por tejocotes, mandarinas y cacahuates); así como en la preparación del tradicional ponche de frutas navideño.

### Herbolaria
La infusión preparada con sus frutos es un remedio tradicional para prevenir enfermedades respiratorias. Además, también existe una formulación que se ha utilizado como agente anorexigénico sin evidencia científica y cuyo uso actual ha sido prohibido por la alta tasa de adullterabilidad con Thevetia peruviana y reporte de casos de efectos adversos, principalmente cardiológicos y gastrointestinales.

### Industrial
El alto contenido de pectina en sus frutos se procesa para su utilización en la industria alimentaria, cosmética, farmacéutica, textil y metalúrgica. La madera, dura y compacta, se utiliza como leña y para fabricar herramientas de mano. Las hojas, brotes y frutos tienen también uso forrajero.

## Taxonomía
Crataegus mexicana fue descrita por José Mariano Mociño y Martín Sessé y Lacasta y tanto publicada como validada por Augustin Pyrame de Candolle, en Prodromus systematis naturalis regni vegetabilis 2: 629–630, en 1825.

#### Etimología
Crataegus: proviene del griego kratos que significa "duro".
mexicana: epíteto neológico latino que significa "de México", en alusión al origen de esta especie.

#### Nombre común
La palabra "tejocote" proviene del náhuatl texocotl. Se compone de tetl, "piedra"; y xocotl, "fruto agridulce" (= "fruto agridulce duro como piedra").